# Armonia
In musica, l'armonia è la scienza che studia i suoni nella dimensione verticale, in particolare si sofferma sull'analisi dei rapporti tra essi. È uno dei tre elementi costitutivi della musica assieme al ritmo ed alla melodia. 
Lo studio dell'armonia coinvolge gli accordi e la loro costruzione e le loro successioni secondo i principi di connessione che li governano derivati dalla struttura fisica naturale del suono e soprattutto della teoria degli armonici parziali.
Il contrappunto, che si riferisce alla relazione tra le linee melodiche e la polifonia, cioè al suono simultaneo di voci indipendenti separate, è quindi talvolta distinto dall'armonia. Nell'armonia popolare e jazz, gli accordi prendono il nome dalla loro radice più vari termini e caratteri che indicano le loro qualità. In molti tipi di musica, in particolare barocca, romantica, moderna e jazz, gli accordi sono spesso accresciuti da "tensioni". Una tensione è un membro di accordo aggiuntivo che crea un intervallo relativamente dissonante in relazione al basso. 
Tipicamente, nel classico periodo di pratica comune un accordo dissonante (accordo con la tensione) "si risolve" in un accordo consonantico. L'armonizzazione di solito suona piacevole all'orecchio quando c'è un equilibrio tra la consonante e i suoni dissonanti. In parole semplici, ciò si verifica quando c'è un equilibrio tra momenti di "tensione" e di "rilascio".

## Storia

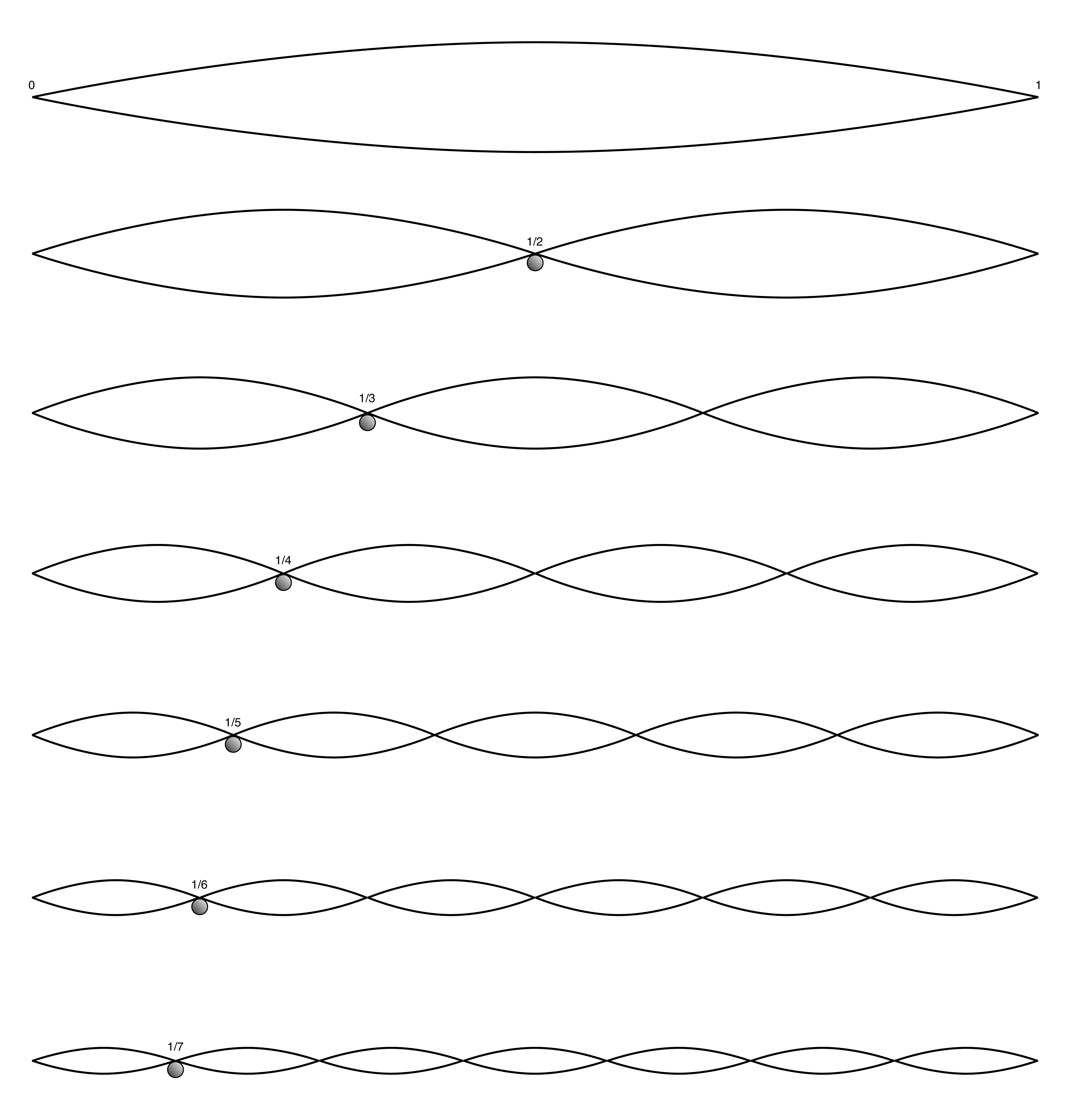
ipertoni armonici

Per gli antichi greci, armonia significava gamma e logica successione di suoni. Nell'antica Grecia, il termine definiva la combinazione di elementi contrastanti: una nota più alta e una inferiore. Tuttavia, non è chiaro se il suono simultaneo delle note fosse parte dell'antica pratica musicale greca; l'armonia potrebbe aver semplicemente fornito un sistema di classificazione delle relazioni tra diverse tonalità. 
Nel medioevo diviene la combinazione di suoni concomitanti e in qualche modo affini. L'armonia come disciplina autonoma nasce con Jean-Philippe Rameau (Traité de l'harmonie, 1722), il quale pone le basi della teoria dei rivolti e dei gradi armonici. La concezione illuministica di Rameau si scontrò già all'epoca con quella empirista della scuola del basso continuo, ponendo così le basi per una secolare diatriba tra l'armonia vista come scienza o come arte.
Lo studio dell'armonia si basa essenzialmente su di un'analisi approfondita della musica vocale antica, e molte delle regole fondamentali dell'armonia così chiamata classica derivano dalla possibilità esecutiva vocale di un determinato passaggio o intervallo.

### Nel secolo XIX
L'armonia si sviluppò ulteriormente, fino a diventare il ramo più importante della teoria musicale, relegando il contrappunto ai margini dello studio della composizione. In questo periodo nacquero diverse scuole di pensiero in contrapposizione fra loro. In Francia, la concezione armonica del teorico belga François-Joseph Fétis, basata sull'idea di percezione, si contrappose alla forte influenza esercitata dal pensiero scientifico positivista sulla teoria musicale (Hermann von Helmholtz). In Italia il formidabile prestigio della settecentesca scuola di composizione napoletana ritardò lo sviluppo di una autonoma teoria armonica, anche se non mancarono pensatori di grande originalità e acutezza come Abramo Basevi.
Alla fine del 1800 l'armonia, intesa come disciplina teorica, si trovava nella sua fase di massimo sviluppo. Alle teorie sopra accennate vanno ad aggiungersi quelle di Hugo Riemann, basate sull'idea di logica musicale (teoria funzionale), mentre continuavano ad esercitare forte influenza a Vienna l'insegnamento di Simon Sechter, e a Parigi e in Italia gli scritti di Antonín Reicha e Charles Simon Catel.

### Nel secolo XX
All'inizio del Novecento le teorie armoniche si preoccupano, da una parte, di cercare un fondamento razionale all'ampliamento del linguaggio musicale allora in pieno sviluppo: dall'altra, inizia a emergere la consapevolezza di un crescente divario tra la teoria armonica tradizionale e la prassi dei compositori classici.
Due importanti trattati esemplificano queste opposte esigenze: La Harmonielehre di Arnold Schönberg (1911) e la Harmonielehre di Heinrich Schenker (1906). La prima può essere considerata l'ultimo grande trattato di armonia prescrittiva; la seconda il primo trattato moderno di armonia analitica.
Nel corso del Novecento i trattati di armonia proseguirono lungo questo doppio binario: da una parte i trattati prescrittivi (la grande maggioranza, almeno fino alla metà del secolo) miravano a istruire il compositore e allo stesso tempo ad allargare la sua tavolozza sonora con combinazioni di accordi complesse o inconsuete; dall'altra i trattati analitici (più numerosi nella seconda metà del XX secolo) puntavano a fornire al musicista strumenti in grado di comprendere meglio le opere del passato, nella consapevolezza che il linguaggio armonico si era oramai storicizzato.

## Regole storiche
La composizione e teoria della musica occidentale hanno regole di armonia specifiche. Queste regole sono spesso descritte come basate su proprietà naturali come il numero intero dei rapporti di legge di tuning di Pitagora ("armoniosità" che è inerente ai rapporti sia percettivi che di per sé) o armoniche e risonanze ("armoniosità" che è inerente alla qualità del suono), con le altezze e le armonie consentite che acquistano la loro bellezza o semplicità dalla loro vicinanza a quelle proprietà. Questo modello stabilisce che il settimo minore e il (maggiore) nono non sono dissonanti (cioè sono consonanti). Mentre i rapporti pitagorici possono fornire un'approssimazione dell'armonica percettiva, non possono spiegare fattori culturali.